# Плурах
Плура́х (брет. и фр. Plourac'h [pluʁax]) — коммуна во Франции, находится в регионе Бретань. Департамент — Кот-д’Армор. Входит в состав кантона Каллак. Округ коммуны — Генган.
Код INSEE коммуны — 22231.

## География
Коммуна расположена приблизительно в 440 км к западу от Парижа, в 145 км западнее Ренна, в 60 км к западу от Сен-Бриё.
Вдоль западной границы коммуны протекает река Он.

## Население
Население коммуны на 2016 год составляло 322 человека.
| 1962 | 1968 | 1975 | 1982 | 1990 | 1999 | 2008 | 2016 |
| ---- | ---- | ---- | ---- | ---- | ---- | ---- | ---- |
| 836  | 742  | 592  | 513  | 437  | 370  | 350  | 322  |

## Экономика
Основу экономики составляет сельское хозяйство.
В 2007 году среди 218 человек в трудоспособном возрасте (15—64 лет) 136 были экономически активными, 82 — неактивными (показатель активности — 62,4 %, в 1999 году было 65,2 %). Из 136 активных работали 124 человека (70 мужчин и 54 женщины), безработных было 12 (8 мужчин и 4 женщины). Среди 82 неактивных 16 человек были учениками или студентами, 48 — пенсионерами, 18 были неактивными по другим причинам.

## Достопримечательности
- Церковь Нотр-Дам и крест (XVI век). Исторический памятник с 1912 года[3]
- Часовня Сен-Геноле (XVI век). Исторический памятник с 1926 года[4]
- Крест (XVIII век). Исторический памятник с 1926 года[5]

## Фотогалерея

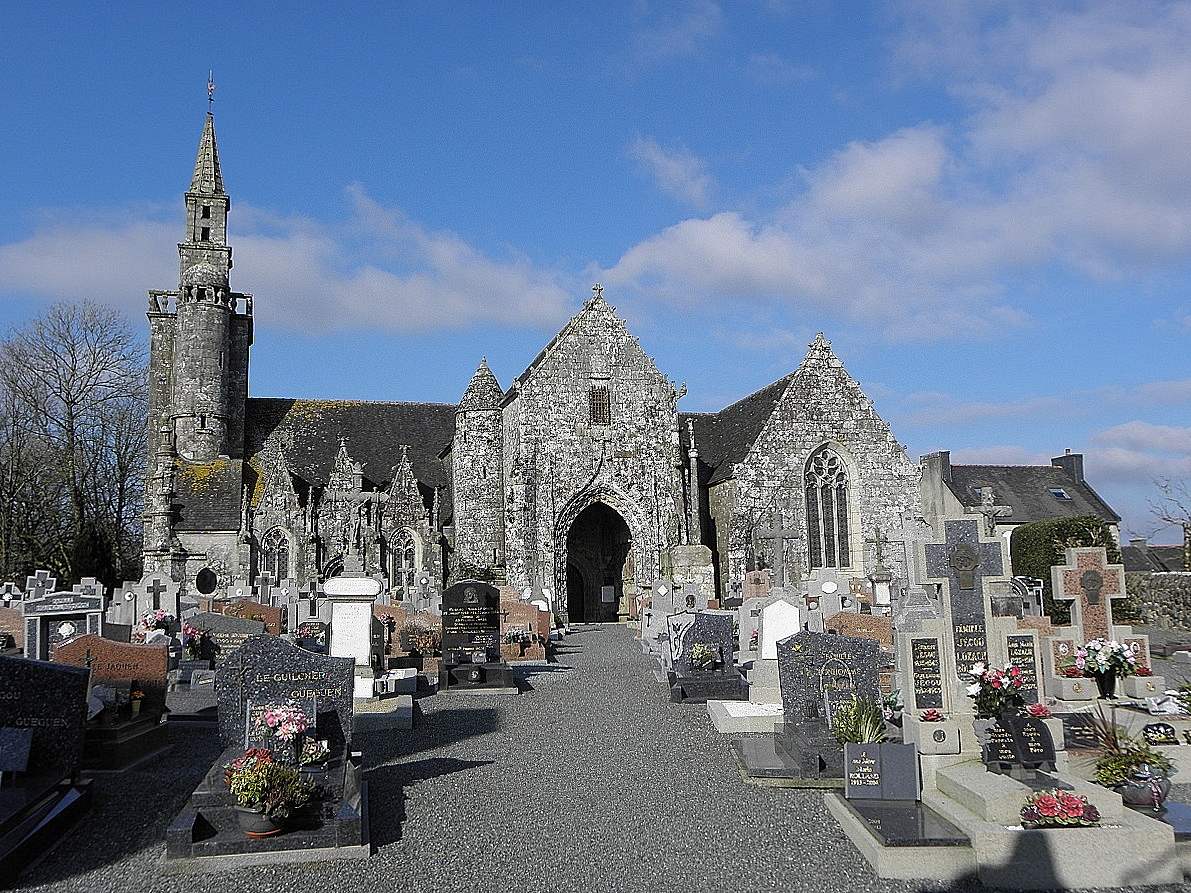
Церковь Нотр-Дам
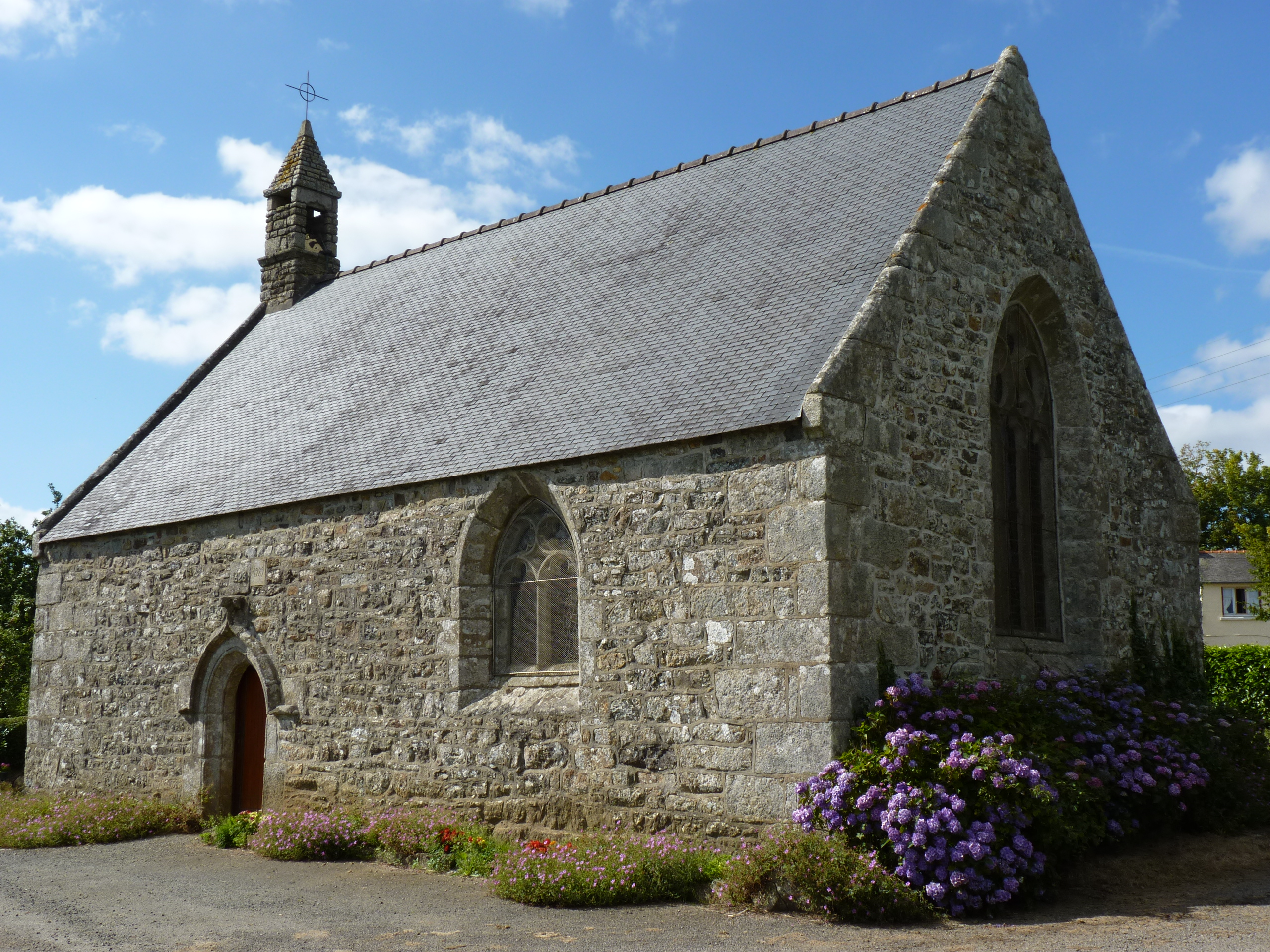
Часовня Сен-Геноле
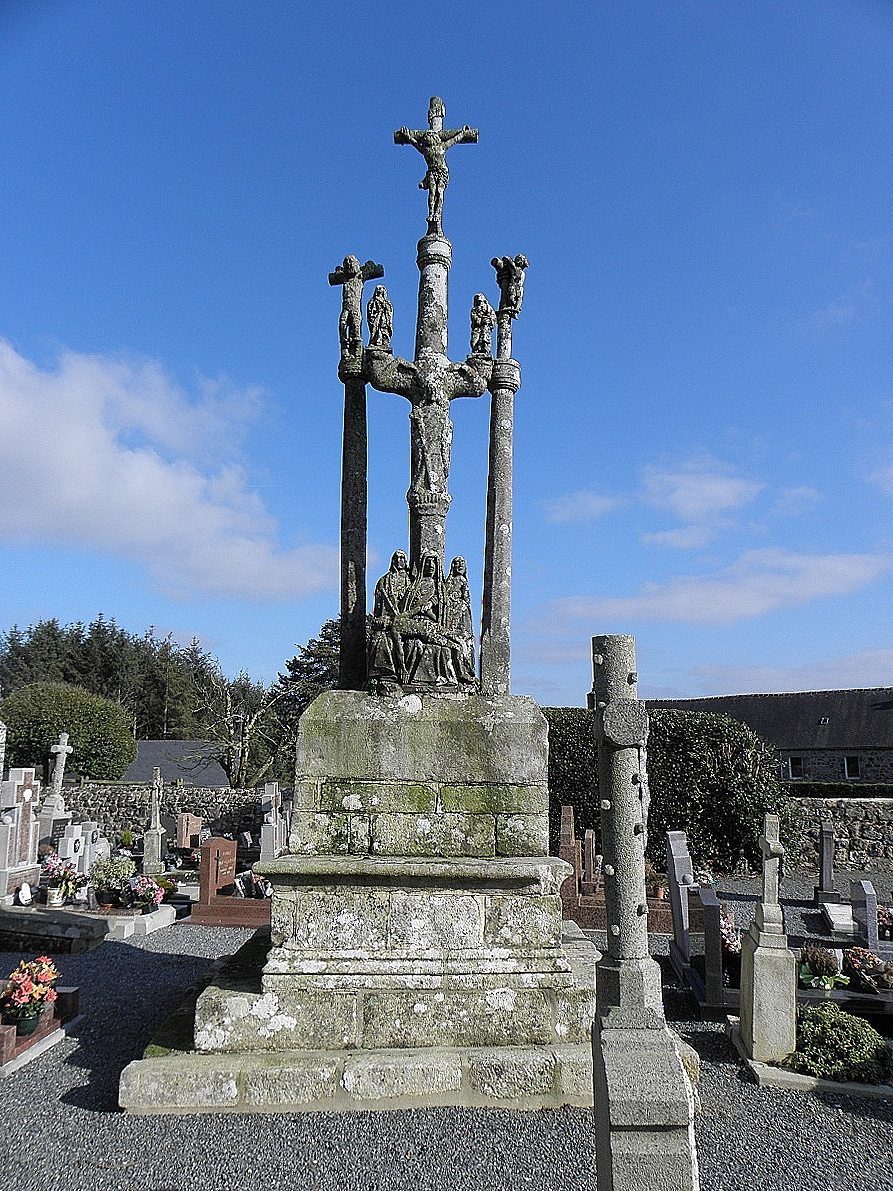
Крест у церкви
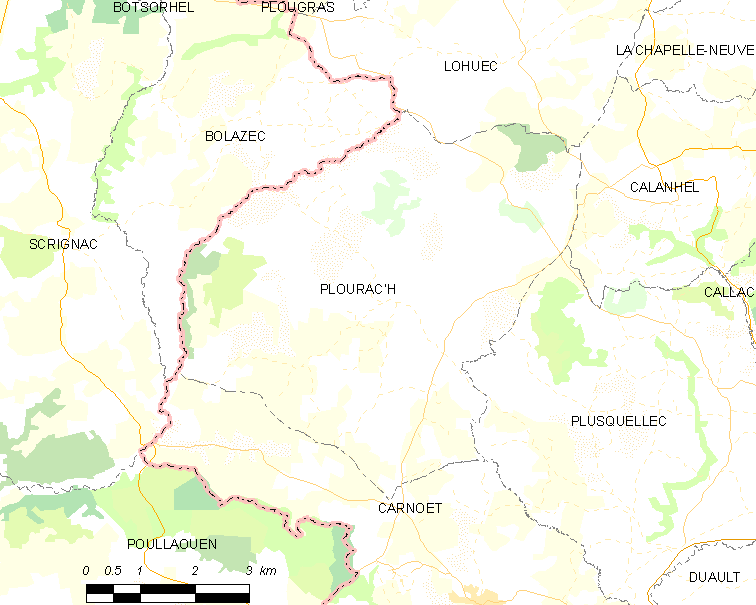
Карта коммуны